# Dendromyrmex fabricii
Dendromyrmex fabricii är en myrart som först beskrevs av Julius Roger 1862.  Dendromyrmex fabricii ingår i släktet Dendromyrmex och familjen myror.

## Underarter
Arten delas in i följande underarter:
- D. f. acoma
- D. f. fabricii
- D. f. io
- D. f. isthmicus
- D. f. niger
- D. f. nitidior
- D. f. pictus
- D. f. rufescens